# Club Esportiu Castelló 2004/05
La temporada 2005/06 va ser la 82a en la història del CE Castelló. Va significar el definitiu ascens de categoria, després d'onze temporades a la Segona divisió B i dos promocions perdudes.

## Plantilla

### Jugadors
| Núm. | Pos. |                   | Jugador        | Procedència  | Temporada |
| ---- | ---- | ----------------- | -------------- | ------------ | --------- |
|      | POR  | Catalunya         | Raúl Jiménez   | Castelló B   | 2003/04   |
|      | POR  | Catalunya         | Xavi Oliva     | Nàstic       | 2002/03   |
|      | DEF  | Catalunya         | Casablanca     | Pontevedra   | 2004/05   |
|      | DEF  | País Valencià     | Àngel Dealbert | Castelló B   | 2001/02   |
|      | DEF  | País Valencià     | Espeleta       | Mérida       | 2002/03   |
|      | DEF  | Cantàbria         | Orlando        | Lleida       | 2004/05   |
|      | DEF  | Guinea Equatorial | Rondo          | Elx          | 2004/05   |
|      | DEF  | Andalusia         | Sambruno       | Cadis        | 2004/05   |
|      | DEF  | País Valencià     | César Soriano  | València B   | 2004/05   |
|      | DEF  | Regió de Múrcia   | Verdú          | At. Madrid B | 2003/04   |
|      | MIG  | País Valencià     | Castell        | Castelló B   | 2002/03   |
|      | MIG  | Aragó             | Héctor Bosque  | Conquense    | 2004/05   |
|      | MIG  | País Valencià     | Javi Sanchis   | Vila-real    | 1999/00   |
|      | MIG  | Catalunya         | José Mari      | Algeciras    | 2004/05   |

| No. | Posició |                     | Jugador        | Procedència | Temporada |
| --- | ------- | ------------------- | -------------- | ----------- | --------- |
|     | MIG     | País Basc           | Julen Gonzalo  | Burgos      | 2004/05   |
|     | MIG     | Argentina           | Diego Loscri   | Guarani     | 2004/05   |
|     | MIG     | País Valencià       | Rodri          | Albacete    | 2003/04   |
|     | MIG     | Extremadura         | Torrecilla     | Novelda     | 2004/05   |
|     | DAV     | Castella - la Manxa | Eloy           | Córdoba     | 2003/04   |
|     | DAV     | País Valencià       | Juli           | Alacant     | 2004/05   |
|     | DAV     | Cantàbria           | Manu Busto     | Pontevedra  | 2004/05   |
|     | DAV     | País Valencià       | Marcos         | Jaén        | 2002/03   |
|     | DAV     | Catalunya           | Xavi Molist    | Terrassa    | 2004/05   |
| F   | POR     | País Valencià       | Rubén Trilles  | Castelló B  | 2004/05   |
| F   | MIG     | País Valencià       | Carlos Martín  | Castelló B  | 2004/05   |
| F   | MIG     | País Valencià       | Dani           | Castelló B  | 2004/05   |
| F   | MIG     | País Valencià       | Víctor Albalat | Castelló B  | 2004/05   |

- Rondo té la doble nacionalitat espanyola i equatoguineana  .
- Diego Loscri té passaport italià  .

#### Altes
| Núm. | Posició |               | Jugador          | Procedència   | Preu | Mercat |
| ---- | ------- | ------------- | ---------------- | ------------- | ---- | ------ |
|      | DEF     | Cantàbria     | Orlando          | UE Lleida     | ?    | Estiu  |
|      | DEF     | Andalusia     | Sambruno         | Cadis CF      | ?    | Estiu  |
|      | DEF     | País Valencià | César Soriano    | València B    | ?    | Estiu  |
|      | MIG     | Aragó         | Héctor Bosque    | UB Conquense  | ?    | Estiu  |
| -    | MIG     | Euskadi       | Julen Gonzalo    | Burgos CF     | ?    | Estiu  |
|      | MIG     | Catalunya     | José Mari        | Algeciras CF  | ?    | Estiu  |
|      | MIG     | Extremadura   | Torrecilla       | Novelda CF    | ?    | Estiu  |
| -    | DAV     | País Valencià | Juli             | Alicante CF   | ?    | Estiu  |
| -    | DAV     | Cantàbria     | Manu Busto       | Pontevedra CF | ?    | Estiu  |
|      | DEF     | Catalunya     | David Casablanca | Pontevedra CF | ?    | Hivern |
| -    | MIG     | Argentina     | Diego Loscri     | Guarani FC    | ?    | Hivern |
| -    | DAV     | Catalunya     | Xavi Molist      | Terrassa FC   | ?    | Hivern |

#### Baixes
| Núm. | Posició |                   | Jugador         | Destinació          | Preu         | Mercat |
| ---- | ------- | ----------------- | --------------- | ------------------- | ------------ | ------ |
|      | DEF     | Galícia           | Miguel Figueira | Girona FC           | ?            | Estiu  |
|      | DEF     | País Valencià     | Mora            | FC Barcelona B      | ?            | Estiu  |
|      | DEF     | Madrid            | Palacios        | Hércules CF         | ?            | Estiu  |
|      | MIG     | Múrcia            | Juanjo          | Girona FC           | ?            | Estiu  |
|      | MIG     | Andalusia         | Estévez         | Real Betis B        | Fi de cessió | Estiu  |
|      | MIG     | Guinea Equatorial | Juvenal         | Racing de Santander | ?            | Estiu  |
|      | MIG     | Catalunya         | Ollés           | UDA Gramenet        | ?            | Estiu  |
|      | MIG     | País Valencià     | Rafa Besalduch  | UE Figueres         | ?            | Estiu  |
|      | MIG     | Catalunya         | Xavi Gràcia     | UDA Gramenet        | ?            | Estiu  |
|      | DAV     | País Valencià     | Fuentes         | CD Eldense          | ?            | Estiu  |
|      | DAV     | Catalunya         | Serrano         | CF Badalona         | ?            | Estiu  |
|      | DEF     | Múrcia            | Verdú           | AD Alcorcón         | ?            | Hivern |

### Cos tècnic
- Entrenador: Javi López (fins al 25 d'abril de 2005) i Álvaro Cervera (des del 27 d'abril de 2005).
- Segon entrenador: Emili Isierte
- Preparador físic: Jorge Simó.
- Metge: Luís Tàrrega.
- Fisioterapèuta: Pablo Granell i Alfonso Calvo.
- Director esportiu: Fernando Gómez Colomer.
- Secretari tècnic: Pepe Heredia.